# Paweraa

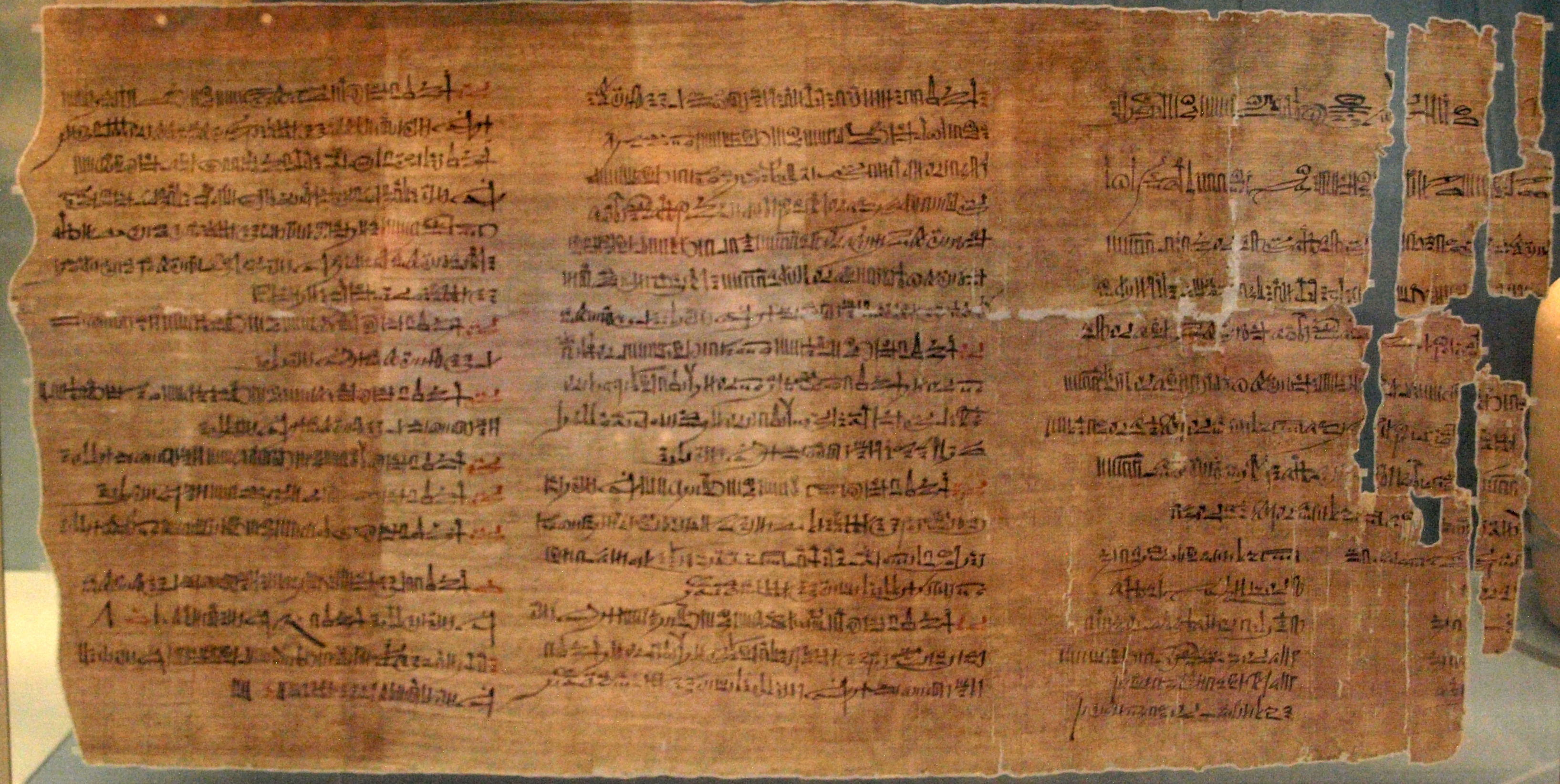
Az Abbott-papirusz, Paweraával kapcsolatos ismereteink egyik forrása

Paweraa (vagy Pawero) ókori egyiptomi hivatalnok volt, Nyugat-Théba polgármestere abban az időben, amikor több sírrablásra is sor került a Királyok völgyében. A sírrablásokról szóló beszámolók szerint, melyek IX. Ramszesz uralkodásának 16. évében íródtak, Paweraát azzal vádolta felettese, Paszer, Théba polgármestere, hogy vagy neki is köze van a sírrablásokhoz, vagy elhanyagolja kötelességét és nem védi kellőképpen a királyi sírokat a líbiai vagy egyiptomi fosztogatóktól. Haemuaszet vezír elrendelte a nyomozást, de a bizottságnak, amely kivizsgálta az ügyet, maga Paweraa is tagja volt. A sírokon dolgozó munkások településének, Deir el-Medinának a lakossága szerint a nyomozás korrupt módon folyt. Az ezt követő perben a környező templomok munkásai közül tizenhetet elítéltek és kivégeztek. Paweraát sosem vádolták meg, mert bűnrészességére nem volt szilárd bizonyíték; továbbra is betöltötte pozícióját, míg vádlója, Paszer nevét nem említik többé, a rablások pedig folytatódtak.
Paweraa nevét később említi a Házlista-papirusz, amely XI. Ramszesz 12. évében íródott, a wehem meszut kora előtt.
A nyomozásról szól az Ancient Egyptians című brit sorozat második epizódja.

## Fordítás
- Ez a szócikk részben vagy egészben  a   Paweraa című angol Wikipédia-szócikk ezen változatának fordításán alapul.  Az eredeti cikk szerkesztőit annak laptörténete sorolja fel. Ez a jelzés csupán a megfogalmazás eredetét és a szerzői jogokat jelzi, nem szolgál a cikkben szereplő információk forrásmegjelöléseként.